# Krokowa
Krokowa (Krockow in tedesco) è un comune rurale polacco del distretto di Puck, nel voivodato della Pomerania.
Ricopre una superficie di 211,83 km² e nel 2004 contava 9.958 abitanti.